# Lou Grant
Pour les articles homonymes, voir Grant.
Lou Grant est une série télévisée américaine en 114 épisodes de 50 minutes, créée par Allan Burns, James L. Brooks et Gene Reynolds et diffusée entre le 20 septembre 1977 et le 13 septembre 1982 sur le réseau CBS. C'est une série dramatique dérivée du sitcom The Mary Tyler Moore Show (1970-1977).
Au Québec, la série a été diffusée à partir du 1er juin 1984 sur le réseau TVA, et en France à partir du 22 juin 1985 sur Antenne 2. Rediffusion, et épisodes inédits sur La Cinq à partir du 24 mai 1986.

## Synopsis
Cette série met en scène la vie de Lou Grant, rédacteur en chef du Los Angeles Tribune, à la tête d'une équipe de brillants journalistes.

## Distribution
- Edward Asner (VF : Henry Djanik) : Lou Grant
- Mason Adams (en) : Charlie Hume
- Robert Walden : Joe Rossi
- Linda Kelsey (en) : Billie Newman
- Nancy Marchand : Margaret Pynchon
- Jack Bannon (en) : Art Donovan
- Daryl Anderson (en) : Dennis Price
- Allen Williams : Adam Wilson (saisons 2 à 5)
- Rebecca Balding : Carla Mardigan (saison 1)
- Cliff Potts : Ted McCovery (saison 5)
- Barbara Jane Edelman : Linda (saison 5)
- Lance Guest : Lance (saison 5)

## Épisodes

### Saison 1 (1977-1978)
1. Cophouse (20 septembre 1977)
2. Hostages (27 septembre 1977)
3. Hoax (04 octobre 1977)
4. Henhouse (11 octobre 1977)
5. Nazi (18 octobre 1977)
6. Aftershock (25 octobre 1977)
7. Barrio (1er novembre 1977)
8. Scoop (8 novembre 1977)
9. Judge (15 novembre 1977)
10. Psych-Out (22 novembre 1977)
11. Housewarming (29 novembre 1977)
12. Takeover (6 décembre 1977)
13. Christmas (13 décembre 1977)
14. Airliner (3 janvier 1978)
15. Sports (10 janvier 1978)
16. Hero (17 janvier 1978)
17. Renewal (30 janvier 1978)
18. Sect (6 février 1978)
19. Scandal (13 février 1978)
20. Spies (27 février 1978)
21. Poison (6 mars 1978)
22. Physical (20 mars 1978)

### Saison 2 (1978-1979)
1. Pills (25 septembre 1978)
2. Prisoner (2 octobre 1978)
3. Hooker (16 octobre 1978)
4. Mob (23 octobre 1978)
5. Murder (30 octobre 1978)
6. Dying (6 novembre 1978)
7. Schools (20 novembre 1978)
8. Slaughter (27 novembre 1978)
9. Singles (4 décembre 1978)
10. Babies (11 décembre 1978)
11. Conflict (18 décembre 1978)
12. Denial (1er janvier 1979)
13. Fire (8 janvier 1979)
14. Vet (15 janvier 1979)
15. Scam (22 janvier 1979)
16. Sweep (5 février 1979)
17. Samaritan (1er février 1979)
18. Hit (19 février 1979)
19. Home (26 février 1979)
20. Convention (5 mars 1979)
21. Marathon (19 mars 1979)
22. Bomb (26 mars 1979)
23. Skids (2 avril 1979)
24. Romance (7 mai 1979)

### Saison 3 (1979-1980)
1. Cop (17 septembre 1979)
2. Expose (24 septembre 1979)
3. Slammer (1er octobre 1979)
4. Charlatan (15 octobre 1979)
5. Frame-Up (22 octobre 1979)
6. Hype (29 octobre 1979)
7. Gambling (5 novembre 1979)
8. Witness (12 novembre 1979)
9. Kidnap (26 novembre 1979)
10. Andrew: Part 1 - Premonition (3 décembre 1979)
11. Andrew: Part 2 - Trial (10 décembre 1979)
12. Hollywood (17 décembre 1979)
13. Kids (24 décembre 1979)
14. Brushfire (7 janvier 1980)
15. Indians (14 janvier 1980)
16. Cover-Up (21 janvier 1980)
17. Inheritance (28 janvier 1980)
18. Censored (4 février 1980)
19. Lou (11 février 1980)
20. Blackout (18 février 1980)
21. Dogs (3 mars 1980)
22. Influence (10 mars 1980)
23. Guns (17 mars 1980)
24. Hazard (24 mars 1980)

### Saison 4 (1980-1981)
1. Nightside (22 septembre 1980)
2. Harassment (29 septembre 1980)
3. Pack (27 octobre 1980)
4. Sting (17 novembre 1980)
5. Goop (24 novembre 1980)
6. Libel (8 décembre 1980)
7. Streets (15 décembre 1980)
8. Catch (5 janvier 1981)
9. Rape (12 janvier 1981)
10. Boomerang (19 janvier 1981)
11. Generations (26 janvier 1981)
12. Search (9 février 1981)
13. Strike (16 février 1981)
14. Survival (23 février 1981)
15. Venice (9 mars 1981)
16. Campesinos (16 mars 1981)
17. Business (23 mars 1981)
18. Violence (6 avril 1981)
19. Depression (13 avril 1981)
20. Stroke (4 mai 1981)

### Saison 5 (1981-1982)
1. Wedding (2 novembre 1981)
2. Execution (9 novembre 1981)
3. Reckless (16 novembre 1981)
4. Hometown (23 novembre 1981)
5. Risk (30 novembre 1981)
6. Double-Cross (7 décembre 1981)
7. Drifters (14 décembre 1981)
8. Friends (28 décembre 1981)
9. Jazz (4 janvier 1982)
10. Ghosts (11 janvier 1982)
11. Cameras (25 janvier 1982)
12. Review (8 février 1982)
13. Immigrants (15 février 1982)
14. Hunger (1er mars 1982)
15. Recovery (8 mars 1982)
16. Obituary (22 mars 1982)
17. Blacklist (5 avril 1982)
18. Law (12 avril 1982)
19. Fireworks (19 avril 1982)
20. Unthinkable (3 mai 1982)
21. Suspect (17 mai 1982)
22. Beachhead (24 mai 1982)
23. Victims (30 août 1982)
24. Charlie (13 septembre 1982)

## Récompenses
- Emmy Award 1978 : Meilleur acteur dans une série dramatique pour Edward Asner
- Emmy Award 1978 : Meilleure actrice dans un second rôle dans une série dramatique pour Nancy Marchand
- Golden Globe Award 1978 : Meilleur acteur dans une série dramatique pour Edward Asner
- Emmy Award 1979 : Meilleure série dramatique
- Emmy Award 1979 : Meilleur scénario pour l'épisode Dying
- Emmy Award 1980 : Meilleure série dramatique
- Emmy Award 1980 : Meilleur acteur dans une série dramatique pour Edward Asner
- Emmy Award 1980 : Meilleure actrice dans un second rôle dans une série dramatique pour Nancy Marchand
- Emmy Award 1980 : Meilleur scénario pour l'épisode Cop
- Emmy Award 1980 : Meilleure réalisation pour l'épisode Cop
- Emmy Award 1980 : Meilleure musique pour l'épisode Hollywood
- Golden Globe Award 1980 : Meilleure série dramatique
- Golden Globe Award 1980 : Meilleur acteur dans une série dramatique pour Edward Asner
- Emmy Award 1981 : Meilleure actrice dans un second rôle dans une série dramatique pour Nancy Marchand
- Emmy Award 1982 : Meilleure actrice dans un second rôle dans une série dramatique pour Nancy Marchand

## Commentaires
Le personnage de Lou Grant apparaît dans la série The Mary Tyler Moore Show dans laquelle il interprète le rôle d'un rédacteur de journal télévisé sur une chaîne de télévision locale.